# Sågtjärnen (Älvdalens socken, Dalarna)
Sågtjärnen är en sjö i Älvdalens kommun i Dalarna och ingår i Dalälvens huvudavrinningsområde.